# エドマンド・カービー・スミス
エドマンド・カービー・スミス（英: Edmund Kirby Smith、1824年5月16日-1893年3月28日）は、アメリカ陸軍の職業軍人、教育者であり、南北戦争ではアメリカ連合国の大将になって、ビックスバーグが陥落した後、ミシシッピ圏方面軍を指揮したことで著名である。

## 生い立ちとアメリカ陸軍
スミスはフロリダ州セントオーガスティンで、ジョセフ・リー・スミスとその妻フランシス・カービー・スミスの子供として生まれた。両親は共にコネチカット州の生まれであり、父がフロリダの連邦判事に指名される直ぐ前の1821年にフロリダに移転した。
1836年、両親がスミスをバージニア州の全寮制軍事学校に送り込み、1841年に陸軍士官学校に入学するまでそこで学んだ。1845年に士官学校を卒業した。そこでは出身州から「セミノール」と渾名を貰い、第5アメリカ歩兵連隊の名誉少尉に任官した。
米墨戦争では、ザカリー・テイラー将軍の下でパロ・アルトの戦いとレサカ・デ・ラ・パルマの戦いに参戦した。その後ウィンフィールド・スコットの下で、セルロ・ゴードの戦いで中尉に名誉昇進し、コントレラスの戦いとチュルブスコの戦いで大尉に名誉昇進した。兄のエフレイム・カービー・スミスは正規軍の大尉であり、スミスと共に第5アメリカ歩兵連隊に仕え、テイラーやスコットの作戦に参加したが、1847年のモリノ・デル・レイの戦いで受けた傷がもとで死んだ。
米墨戦争が終わると、スミスは第2アメリカ騎兵隊の大尉として主にテキサス州で任務に就いたが、ウェストポイントの士官学校で数学を教えもした。1859年にテキサス州のネスカトゥンガ渓谷でインディアンと戦っている時に負傷した。テキサス州がアメリカ合衆国から脱退したとき、少佐だったスミスは、現在はテキサス州コールマンにあるキャンプ・コロラドの部隊とともにベンジャミン・マカロック指揮下のテキサス州兵隊に対する降伏を拒み、南軍に付いて戦う意思を表明した。

## 南北戦争

### バージニア
スミスはシェナンドー渓谷で短期間ジョセフ・ジョンストン将軍の総務局長補を務めた後、1861年6月17日に准将に昇進し、シェナンドー軍の旅団指揮官を任され、7月21日の第一次ブルランの戦いに参戦した。この時、首と肩に重傷を負い、中部および東部フロリダ方面軍の指揮を執りながら療養した。10月には北バージニアで少将および南軍ポトマック軍の師団指揮官として復帰した。

### ケンタッキー
1862年2月、東テネシー軍の指揮官として西部に派遣された。ケンタッキー州侵攻ではブラクストン・ブラッグ将軍と協働行動を採りながら、8月30日のリッチモンドの戦いで勝利を挙げ、10月には新しく創られた階級である中将に指名されて、テネシー軍の軍団指揮官になった。リッチモンドの功績に対してはアメリカ連合国議会から1864年2月17日に感謝状を貰った。

### ミシシッピ圏方面軍
1863年1月、スミスはミシシッピ圏方面軍（主にアーカンソー州、西部ルイジアナ州およびテキサス州管轄）指揮官に配転され、戦争の残り期間ミシシッピ川より西部の指揮を執ることになった。北軍ユリシーズ・グラント少将の軍隊がしっかりとミシシッピ川を制していたので、スミスはその妨害を試みた。しかし、その軍隊は広大な地域に駐屯しながら総勢3万名を超えることは無く、川を守るグラント軍や海軍に適切に挑戦するだけの軍隊を集結できなかった。
南軍に残っていた強固な要塞であるビックスバーグとポートハドソンが北軍に占領され、ミシシッピ川が閉鎖された後は、実質的にアメリカ連合国の首都リッチモンドから切り離されたことになり、アメリカ連合国の事実上独立した地域をそこに固有の管理上の問題全てと共に指揮していくことになった。この地域はアメリカ連合国の中でも「カービー・スミス王国」と呼ばれるようになった。
1864年春、スミスの直接指揮下にあるリチャード・テイラー中将が4月8日のレッド川方面作戦におけるマンスフィールドの戦いで北軍のナサニエル・バンクス少将軍に完勝した。4月9日のプレザントヒルの戦い後、スミスはテイラー軍と合流し、テイラー軍の半分であるジョン・ジョージ・ウォーカー少将指揮下のウォーカーズ・グレイハウンド師団を、アーカンソー州に侵入している北軍フレデリック・スティール少将軍を破るために北へ派遣した。この決断に付いてはテイラーが強く反対し、スミスとテイラーの間に大きな反目を生んだ。
スミスは圧力から解放されてミシシッピ川の東へ援軍を送ろうとしたが、以前に試みたビックスバーグの解放のための場合と同じく、川をアメリカ海軍が支配しているために不可能だとわかった。その代わりにスターリング・プライス少将にあらゆる利用可能な騎兵隊をつけてミズーリ州侵略に派遣したが、結果はうまく行かなかった。その後ミシシッピ川より西の戦争は基本的に小さな襲撃やゲリラ戦となった。このとき大将となっていたスミス（1864年2月19日付け、南軍のわずか7人の大将の1人）は1865年5月26日に唯一残っていた南軍の意味ある軍隊であるミシシッピ圏方面軍とともに降伏し、6月2日にテキサス州ガルベストンに到着し、そこからメキシコと続いてキューバに逃亡し、反逆罪で告発される可能性を避けた。1865年11月14日にバージニア州リンチバーグに恩赦の誓約をするために戻った。

## 戦後の経歴
戦後、スミスは電報事業と教育に活発に関わった。1866年から1868年、大西洋・太平洋電報会社の社長を務めた。この事業が失敗に終わった時、ケンタッキー州ニューキャッスルで予備校を始めた。1870年、元南軍の将軍ブッシュロッド・ジョンソンとの共同で行動し、ナッシュビル大学の学長になった。1875年、その職を離れ、1893年までテネシー州スワニーの南部大学で数学の教授を務めた。1893年にスワニーで死を迎えたとき、南北戦争で大将になった者としては最後の生き残りになっていた。スミスはスワニーの大学墓地に埋葬されている。

## 記念
バトンルージュのルイジアナ州立大学キャンパスにある男子寄宿舎はカービー・スミスに因んで名付けられている。13階建てであり、キャンパスでは最も高い建物である。
フロリダ州はワシントンD.C.のアメリカ合衆国議会議事堂にある国立彫像ホール・コレクションにスミス将軍を称える銅像を建てた。
フロリダ州ジャクソンビルにあるカービー・スミス中等学校はスミスに因んで名付けられた。
テネシー州スワニーでは、大学大通りのカービー・スミス記念碑、大学敷地内サウスカンバーランド山脈の稜線にあるカービー・スミス・ポイント、スワニーの南軍の娘達連合カービー・スミス支部の名前に記念されている。大学の全聖人礼拝堂にある銘盤とステンドグラスの窓、大学のジェシー・ボール・デュポン図書館の絵画およびシグマ・アルファ・イプシロン友愛会館のテネシー・オメガ支部支部室の絵画にもその記憶がとどめられている。
第二次世界大戦中、全長422フィート (129 m)のリバティ船SSE.カービー・スミスは1943年にフロリダ州パナマシティで建造され、スミスに因んで命名された。